# Пешчени Врх
Пешчени Врх (словен. Peščeni Vrh) је насељено место у општини Церквењак, Подравска регија, Словенија.

## Историја
До територијалне реорганизације у Словенији био је у саставу старе општине Ленарт.

## Становништво
У попису становништва из 2011. године, Пешчени Врх је имао 110 становника.
| Број становника према пописима | Број становника према пописима | Број становника према пописима |
| ------------------------------ | ------------------------------ | ------------------------------ |
| 1991                           | 2002                           | 2011                           |
| 107                            | 108                            | 110                            |